# Кошмар средь бела дня
«Кошмар средь бела дня» (англ. Nightmare In The Daylight) — телефильм режиссёра Лу Антонио.

## Сюжет
Главный герой фильма Шон (Кристофер Рив), адвокат из Лос-Анджелеса, преследует замужнюю женщину из Висконсина по имени Мэган Ламберт (Жаклин Смит), которая похожа на его пропавшую шесть лет назад во время землетрясения в Нью-Мексико жену. Он настолько уверен в своём мнении, что обезумел и не остановится ни перед чем…

## В ролях
- Жаклин Смит — Мэган Ламберт
- Кристофер Рив — Шон
- Том Мэйсон — Питер Ламберт
- Глайннис О’Коннор — Слоан Эванс
- Кристина Пиклз — Сара Дженнер
- Эрик Белл — Джейми Ламберт
- Рен Браун — Натан Стрэнд

## Создатели фильма
- Режиссёр — Лу Антонио
- Авторы сценария — Фредерик Хантер
- Продюсеры — Генри Колман
- Исполнительный продюсер — Барбара Хайзер
- Редактор — Гари Гриффин
- Композитор — Дэвид Шайр
- Оператор — Гейн Решер

## История проката

### Даты премьер
Даты приведены в соответствии с данными IMDb
- США — 22 ноября 1992
- Великобритания — 27 января 1996